# Adalbert II. (Ballenstedt)
Adalbert II., Graf von Ballenstedt (* um 1030; † um 1080) aus dem Geschlecht der Askanier war Graf von Ballenstedt.

## Leben
Er war Sohn des Grafen Esico von Ballenstedt und dessen Frau Mathilde. Adalbert wird nach 1033 erstmals erwähnt. 1069 war er Graf im Nordthüringgau, später in den beiden Gauen Nizizi und Serimunt. Er beteiligte sich am Aufstand der Sachsen 1072 unter Otto von Northeim gegen König Heinrich IV.  Etwa ein Jahr später übertrug er die Propstei von Ballenstedt dem Kloster Nienburg. Auch am 1073 ausgebrochenen zweiten Sachsenaufstand war er wieder beteiligt, und auch in die Niederlage in der Schlacht bei Homburg an der Unstrut am 9. Juni 1075 verwickelt. Am 27. Oktober 1075 streckten die aufständischen sächsischen Fürsten bei Sondershausen vor dem gesamten versammelten Heer des Königs die Waffen und lieferten sich dessen Gnade aus. Dieser ließ die Anführer dem Rang nach einzeln und barfuß vorführen und im Anschluss überall im Reich, von Bayern bis Burgund, von Italien bis Franken, internieren. Wo Adalbert gefangengesetzt wurde, ist nicht verbrieft.
Von Adalbert II. ist ein Siegel mit einer stilisierten Abbildung bekannt, das als das älteste Abbild eines Askaniers überhaupt gilt.

### Tod
Adalbert wurde um 1080 (nach 1076, vor 1083), wohl in einer Fehde, von Egeno II. von Konradsburg erschlagen. Die Gründe für diese Tat sind nicht klar erkennbar; man vermutet politische Gründe, Eifersucht oder, dass Egeno sich während Adalberts Gefangenschaft askanischen Besitz angeeignet hatte und die beiden deshalb in Fehde gerieten.
Legende
Das Steinkreuz Westdorf erinnert mit einer Legende an diese heimtückische Tat: .. Durch den Klang einer Glocke verrathen fiel er Egeno dem Jüngeren von Konradsburg in die Hände und ward von ihm erschlagen .. das unglückliche Ende von Otto's Vater .. Otto von Ballenstedt sollte die Ausgleichung dieses langjährigen Haders bei welchem die Interessen seiner Familie so wesentlich betheiligt waren .. die Edelen von Konradsburg die Gründung eines Klosters für nöthig halten mochten um .. jene blutige That zu sühnen ...
Die Fehde dauerte somit länger als 40 Jahre und ging noch über 20 Jahre nach dem Tod Adelheids weiter.

## Ehe und Nachkommen
Adalbert heiratete Adelheid, die Erbtochter des Grafen Otto I. von Weimar-Orlamünde. Der Ehe entsprangen zwei Kinder:
- Otto der Reiche (* um 1070/73; † 1123), der das askanische Erbe seines Vaters erhielt; er wurde Graf von Ballenstedt und 1112 Herzog von Sachsen
- Siegfried von Ballenstedt (* um 1075; † 1113), der die weimar-orlamündischen Ansprüche seiner Mutter erbte; er wurde um 1097 Pfalzgraf bei Rhein

Adalberts Witwe Adelheid heiratete nach dessen Tod den Pfalzgrafen Hermann II. von Lothringen (* um 1049; † 1085) aus dem Geschlecht der Ezzonen und nach dessen Tod den  Luxemburger Heinrich II. von Laach († 1095), Graf im Mayengau und Engersgau, der daraufhin (zumindest ab 1087) Nachfolger Hermanns als Pfalzgraf wurde und sich als erster „Pfalzgraf bei Rhein“ nannte. Heinrich adoptierte Adelheids Sohn aus ihrer ersten Ehe mit Adalbert, Siegfried, der nach dem Tod Heinrichs dessen Nachfolger als Pfalzgraf bei Rhein wurde.